# تاريخ البيتزا
بدأ تاريخ البيتزا منذ العصور القديمة عندما صنعت عدة حضارات قديمة الخبز المسطح ووضعت الإضافات فوقه.
وثقت كلمة بيتزا لأول مرة في 997 بعد الميلاد في جيتا  وفي أماكن مختلفة من إيطاليا الوسطى والجنوبية. على الغالب كان فوكاتشيا هو الجد للبيتزا وهو عبارة عن خبز مسطح مع بعض الإضافات مثل الجبن أو بعض الأعشاب.
تطورت البيتزا العصرية في نابولي حيث تضاف الطماطم إلى فوكاتشيا في أواخر القرن الثامن عشر. على أي حال، وجدت البيتزا في مقاطعات إيطاليا والمهاجرين منها وتغير هذا بعد الحرب العالمية الثانية عندما تمركزت قوات الحلفاء في إيطاليا نقلت البيتزا مع بعض الأطعمة الإيطالية الأخرى.

## الأصل
صنعت الأطعمة المشابه للبيتزا منذ العصر الحجري الحديث. حيث سجل عدد من الناس إضافتهم إلى الخبز لزيادة نكهته وطعمه.

## الابتكار

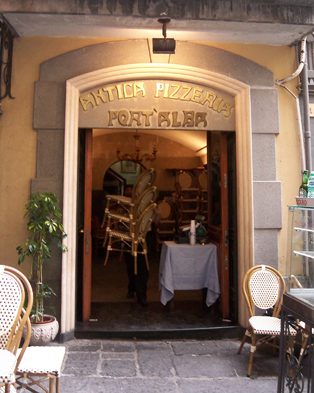
مطعم بيتزا بورت ألبا في نابولي

الابتكار الذي حول الخبز المسطح إلى البيتزا هو إضافة الطماطم فوقه. كانت الطماطم تأتي من أمريكا إلى أوروبا في القرن السادس عشر وظن الكثير من الأوروبين أنها سامة (كما أن بعض الفاكهة من العائلة الباذنجانية تكون سامة).